# Gare de Saint-Ambroix
Gare de Saint-Ambroix vasútállomás Franciaországban, Saint-Ambroix településen.

## Vasútvonalak
Az állomást az alábbi vasútvonalak érintik:
- Ligne du Teil à Alès

## Kapcsolódó állomások
A vasútállomáshoz az alábbi állomások vannak a legközelebb: